# Campionati mondiali di badminton 1977
I campionati mondiali di badminton 1977 sono stati la prima edizione dei campionati mondiali di badminton.
La competizione si è svolta dal 3 all'8 maggio a Malmö, in Svezia.

## Medagliere
| Posiz. | Nazione     | Oro | Argento | Bronzo | Totale |
| ------ | ----------- | --- | ------- | ------ | ------ |
| 1      | Danimarca   | 3   | 1       | 1      | 5      |
| 2      | Indonesia   | 1   | 1       | 1      | 3      |
| 3      | Giappone    | 1   | 0       | 1      | 2      |
| 4      | Inghilterra | 0   | 2       | 4      | 6      |
| 5      | Paesi Bassi | 0   | 1       | 0      | 1      |
| 6      | Svezia      | 0   | 0       | 2      | 2      |
| 7      | Scozia      | 0   | 0       | 1      | 1      |

## Podi
| Evento              | Oro                         | Argento                         | Bronzo                           |
| Singolare maschile  | Flemming Delfs              | Svend Pri                       | Iie Sumirat                      |
| Singolare maschile  | Flemming Delfs              | Svend Pri                       | Thomas Kihlström                 |
| Singolare femminile | Lene Køppen                 | Gillian Gilks                   | Hiroe Yuki                       |
| Singolare femminile | Lene Køppen                 | Gillian Gilks                   | Margaret Lockwood                |
| Doppio maschile     | Tjun Tjun Johan Wahjudi     | Christian Hadinata Ade Chandra  | Bengt Fröman Thomas Kihlström    |
| Doppio maschile     | Tjun Tjun Johan Wahjudi     | Christian Hadinata Ade Chandra  | Ray Stevens Mike Tredgett        |
| Doppio femminile    | Etsuko Toganoo Emiko Ueno   | Joke van Beusekom Marjan Ridder | Margaret Lockwood Nora Perry     |
| Doppio femminile    | Etsuko Toganoo Emiko Ueno   | Joke van Beusekom Marjan Ridder | Inge Borgstrøm Pia Nielsen       |
| Doppio misto        | Steen Skovgaard Lene Køppen | Derek Talbot Gillian Gilks      | Mike Tredgett Nora Perry         |
| Doppio misto        | Steen Skovgaard Lene Køppen | Derek Talbot Gillian Gilks      | Billy Gilliland Joanne Flockhert |